# La vita di un gangster
La vita di un gangster (I Mobster) è un film statunitense del 1958 diretto da Roger Corman.

## Trama
Joe Sante è un boss della criminalità organizzata, braccio destro di Paul Moran, capo di una vasta organizzazione di spaccio di stupefacenti. Di fronte a una commissione senatoriale, ripercorre la sua vita attraverso una serie di flashback che mostrano i suoi inizi nel mondo del crimine. A dispetto dei genitori, che lo vogliono fuori dal giro, il giovane Joe inizia a lavora per un allibratore prima di entrare nel giro della droga e dedicarsi a tempo pieno al racket. La fidanzata Teresa ignora la sua vera attività; poiché sua madre è ammalata e la famiglia ha bisogno di aiuto, Joe offre lavoro a Ernie, fratello minore di Teresa, incaricandolo di recapitare piccoli quantitativi di stupefacenti. Gradualmente il giovane si abitua a sua volta a farne uso e, sotto l'effetto della droga, si ribella a Joe e questi lo uccide in presenza della sorella. Nella sua deposizione, Teresa non incolpa Joe, anzi lo libera da ogni accusa e ne diventa l'amante. Joe compie la sua scalata nel mondo della malavita eliminando anche Morgan, il capo dell'organizzazione; a questo punto la coppia vive negli agi e nel lusso, ma il loro tenore di vita insospettisce la polizia, che apre un'inchiesta.
Chiamato a rispondere alla commissione, Joe si appella al Quinto emendamento, ma le domande si fanno più incalzanti e, aiutato dal suo braccio destro Frankie Udino, riesce a fuggire. Frankie però, al momento opportuno, mette in pratica l'insegnamento dello stesso Joe: lo uccide sparandogli a tradimento e ne prende il posto.

## Produzione
Il film fu prodotto dalla Alco Productions e da Roger e Gene (il fratello) Corman e diretto dallo stesso Roger Corman. Il soggetto è tratto da un romanzo di Joseph Hilton Smith.

## Colonna sonora
- Lost, Lonely and Looking for Love, scritta da Edward L. Alperson Jr. e cantata da Jeri Southern
- Give Me Love, scritta da Edward L. Alperson Jr. (accreditata ma non utilizzata)[2]

## Distribuzione
Alcune delle uscite internazionali sono state:
- gennaio 1959 negli Stati Uniti (I Mobster)
- 14 agosto 1959 in Germania Ovest (Gangster Nr. 1)
- ottobre 1959 in Austria (Gangster Nr. 1)
- in Venezuela (La vida de un gángster)
- in Italia (La vita di un gangster)

## Critica
Secondo il Morandini il film non è allo stesso livello qualitativo dell'altra produzione gangsteriana di Corman, La legge del mitra (Machine-Gun Kelly, 1958) anche se mostra lo stesso "ritmo spiccio, il calcolato uso dello spazio nel formato del Cinemascope, la ruvida efficacia."